# Mantua (klädsel)

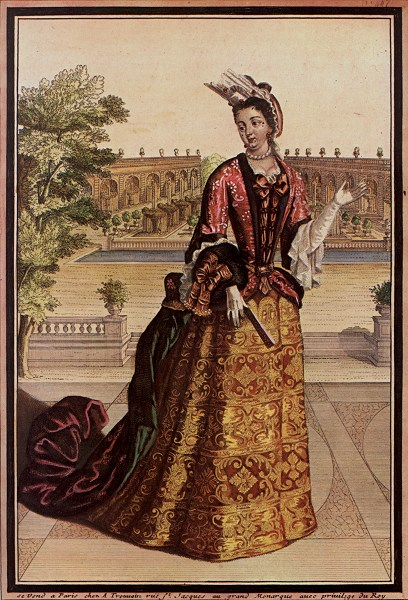
Mantuaklänning cirka 1700.

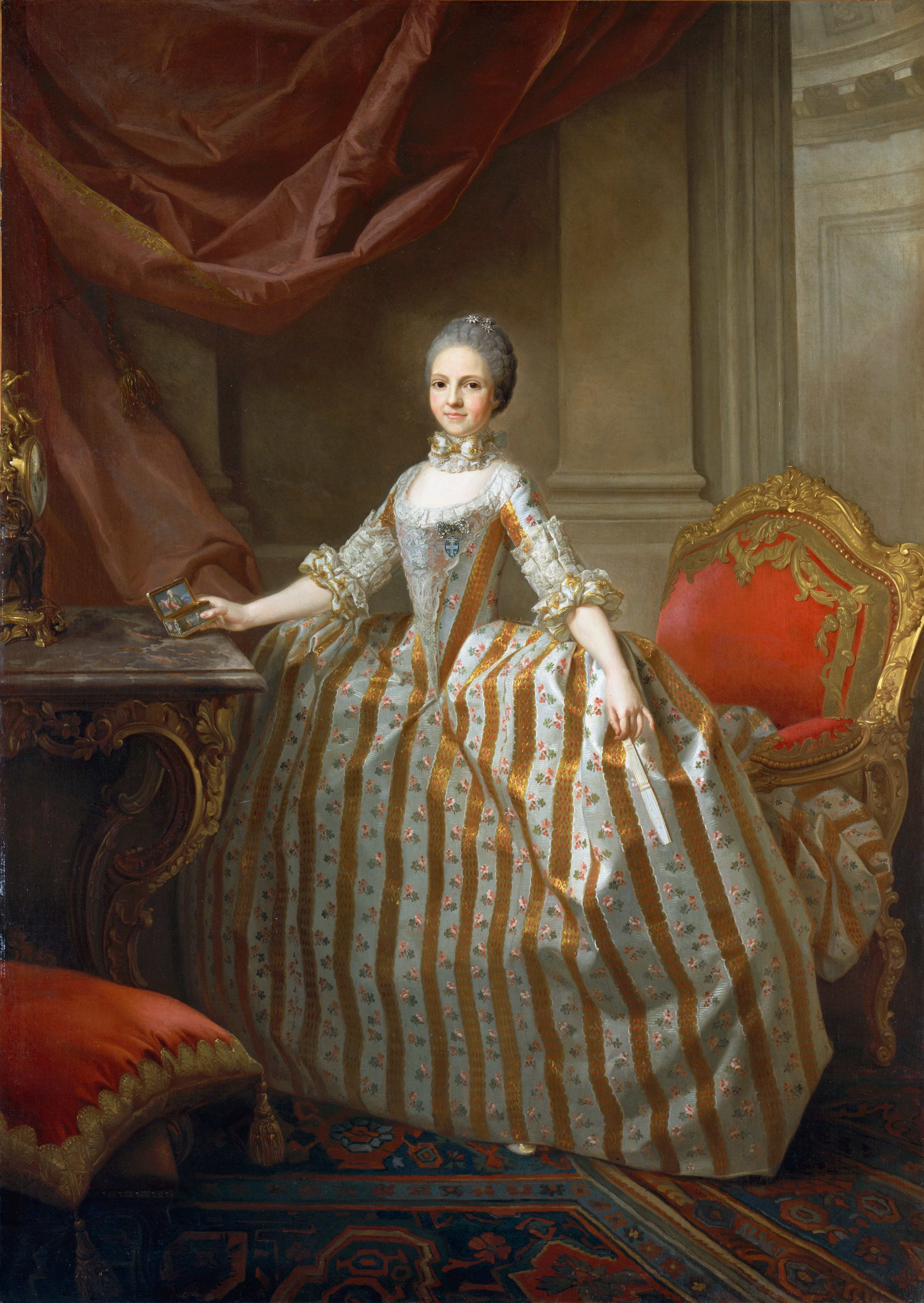
Mantua 1765. Ärmarna och de täckta axlarna skiljer den från en robe de cour, och den slutna kjolen och livet skiljer och figurnära ryggen skiljer den från en robe à la française.

Mantua  var en klänningsmodell vanlig under rokokon. Den var en av de vanligaste grundmodellerna för kvinnokläder under tiden 1680–1780.  Mantuamodellen var en överklänning öppen framtill över ett snörliv, en besparing och en underkjol. 
Ärmarna var i regel armbågslånga och avslutades med en volang, medan överkjolen vanligen draperades upp över underkjolen. Under 1700-talet blev livet och kjolen ofta slutna och släta. 
Mantuan var mellan 1680 och 1740 den mest populära klänningsmodellen, som bars som formell dräkt då en kvinna ville räknas som fullt påklädd, medan hon i hemmet snarare bar en lös säcklänning. Den ersattes på 1740-talet av robe à l'anglaise men användes fortsatt till 1780.

## Historik

### 1660–1680
Benämningen mantua härstammar möjligen från franskans manteau, kappa.  Mantuan blev modern under 1660- och 1670-talet som en kvinnlig version av männens banyan, en lös hemmarock, och bars liksom den som en bekvämt alternativ till formell klädsel.  
Mantuan var ursprungligen en lös, säckliknande tunika. Den formella kvinnoklädseln bestod då av ett separat snörlivsförsett liv och kjol, och mantuan var en innovation som en klänning sydd i ett enda stycke, snarare än som separata delar. 
1678 meddelades att adelsdamerna i Paris hade börjat bära mantua vid alla utom de mest formella tillfällen.  Endast vid hovet bars nu den gamla modellen, som därför blev känd som en robe de cour. 

### 1680-1720
Under 1680-talet fick mantuan ett figurnära liv och blev en formell klänning. Först bars mantuan med bälte, och sedan började kvinnor bära ett separat snörliv under, som mantuan nålades fast vid, och därmed blev livet figurnära. 
Mantuan gjorde ett mer påklätt intryck än den tidigare klänningsmodellen eftersom den hade ärmar som täckte över axlarna och ryggen ända upp till nacken, till skillnad från den tidigare klänningsmodellens vida, ofta axelbara båtringning. Dess kjol draperas upp över underkjolen i ett släp. 

### 1720-1780
Efter 1720 bars mantuan över en styvkjol, och dess kjol var ofta sluten, eller hängde rakt ned utan att draperas över underkjolen. Även dess liv var nu ofta slutet eller hade bara en dekorativ isättning på framsidan. 
Mantuan skilde sig från robe de cour genom att den hade strutformade ärmar med spetsvolang längst ned istället för rader med rysch, och genom att den täckte över axlarna och nacken medan robe de cour visade axlarna. 
En robe de cour hade också ett benat liv med snörliv insytt i livet, medan en mantua nålades fast ovanpå ett separat snörliv, som bars som underplagg. 
Mantuamodellen skilde sig från en robe à la française genom att den saknade watteauveck eller ett släp på axlar och rygg; dessutom hade mantuamodellen under denna period oftare fått ett slutet liv och kjol. 
Under denna period var mantuan den självklara modellen för en formell klänning, som en kvinna bar då hon ville räknas som fullt påklädd, lämnade hemmet eller tog emot besök, medan hon bar en löst sittande robe volante som informellt vardagsplagg i hemmet. 
Efter 1740 ersattes mantuan gradvis av den enormt populära robe à la française. Den var ändå fortsatt i bruk som formell dräkt fram till att både mantuan och 
robe à la française cirka 1780 utkonkurrerades av robe à l'anglaise, som i själva verket var den brittiska versionen av mantuan och som sedan blev den mest populära modellen under 1780- och 1790-talen.

## Eftermäle
Modellen gav namnet till benämningen mantuamakare, en benämning på klänningsskräddare.
Mantuan gav upphov till en vidareutveckling av sömmerskeyrket. Fram till 1600-talets slut hade sömmerskor i Europa endast lagt eller sytt om kläder, eller tillverkat persedlar som ansågs kräva mindre hantverksskicklighet, så som strumpor, mössor och underplagg, medan "riktiga" kläder som krävde tillskärning var skräddarnas privilegium. Mantuan var ursprungligen sydd i en lös modell, som därför identifierades som en uppgift för en sömmerska: sömmerskor fortsatte sy mantuor även sedan dessa övergick till att bli figursydda, och när mantuan blev kvinnors huvudsakliga klänningsmodell under 1700-talet övergick tillverkningen av kvinnoplagg gradvis från skräddarna till sömmerskorna.

## Galleri

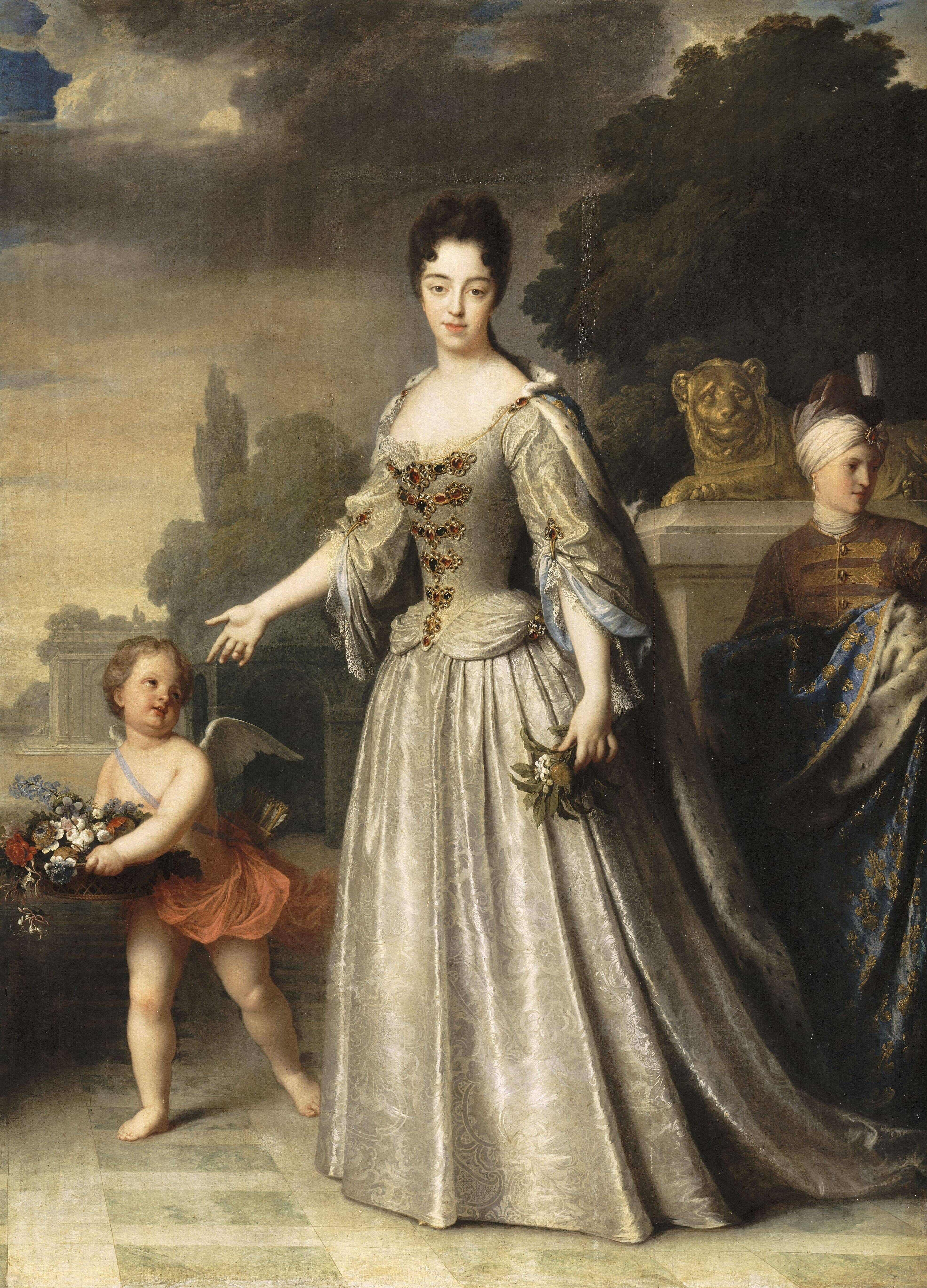
Mantua 1710; strutärmar, täcka axlar, tättsittande liv.
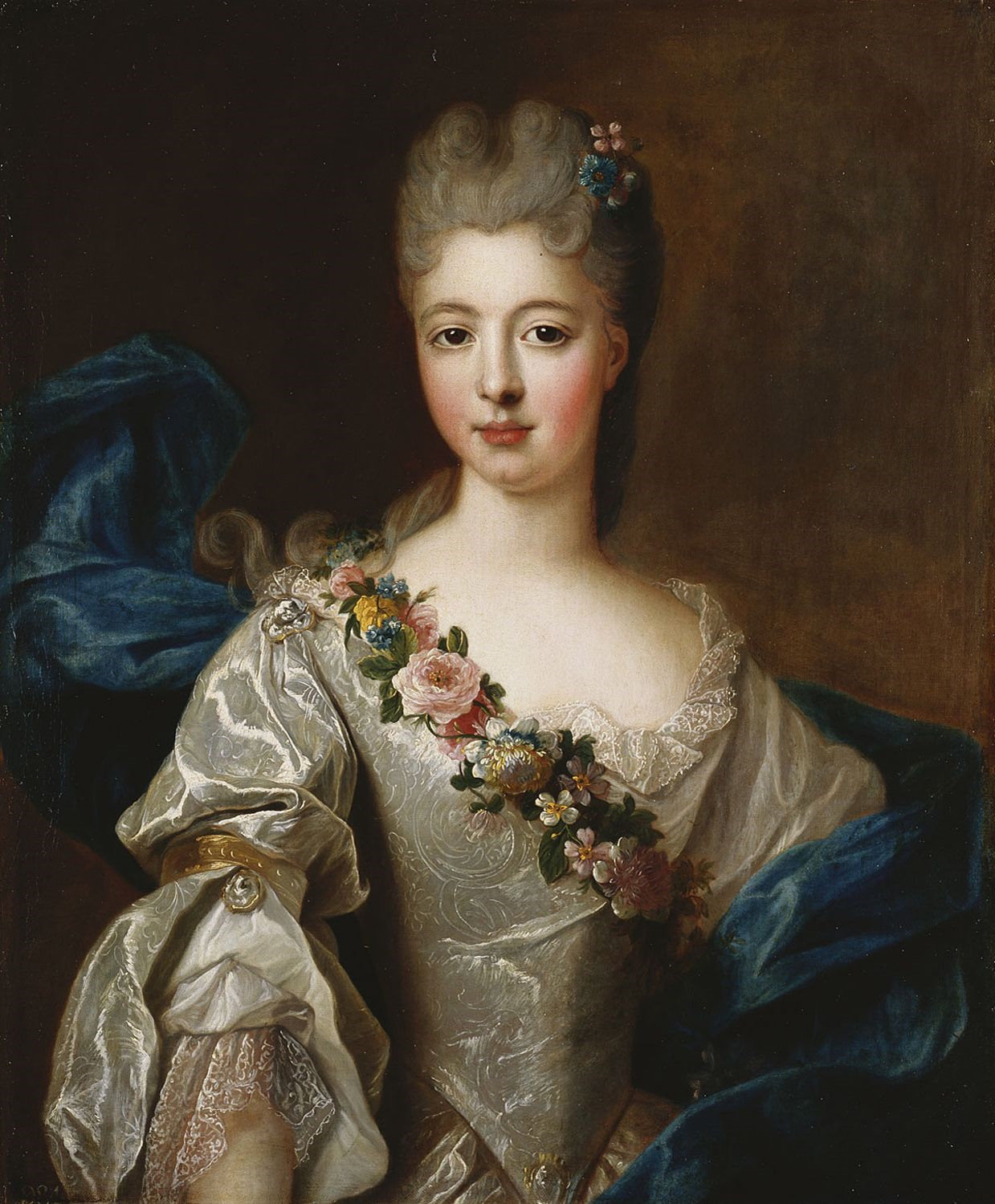
1720; strutärmar, täcka axlar, tättsittande liv.
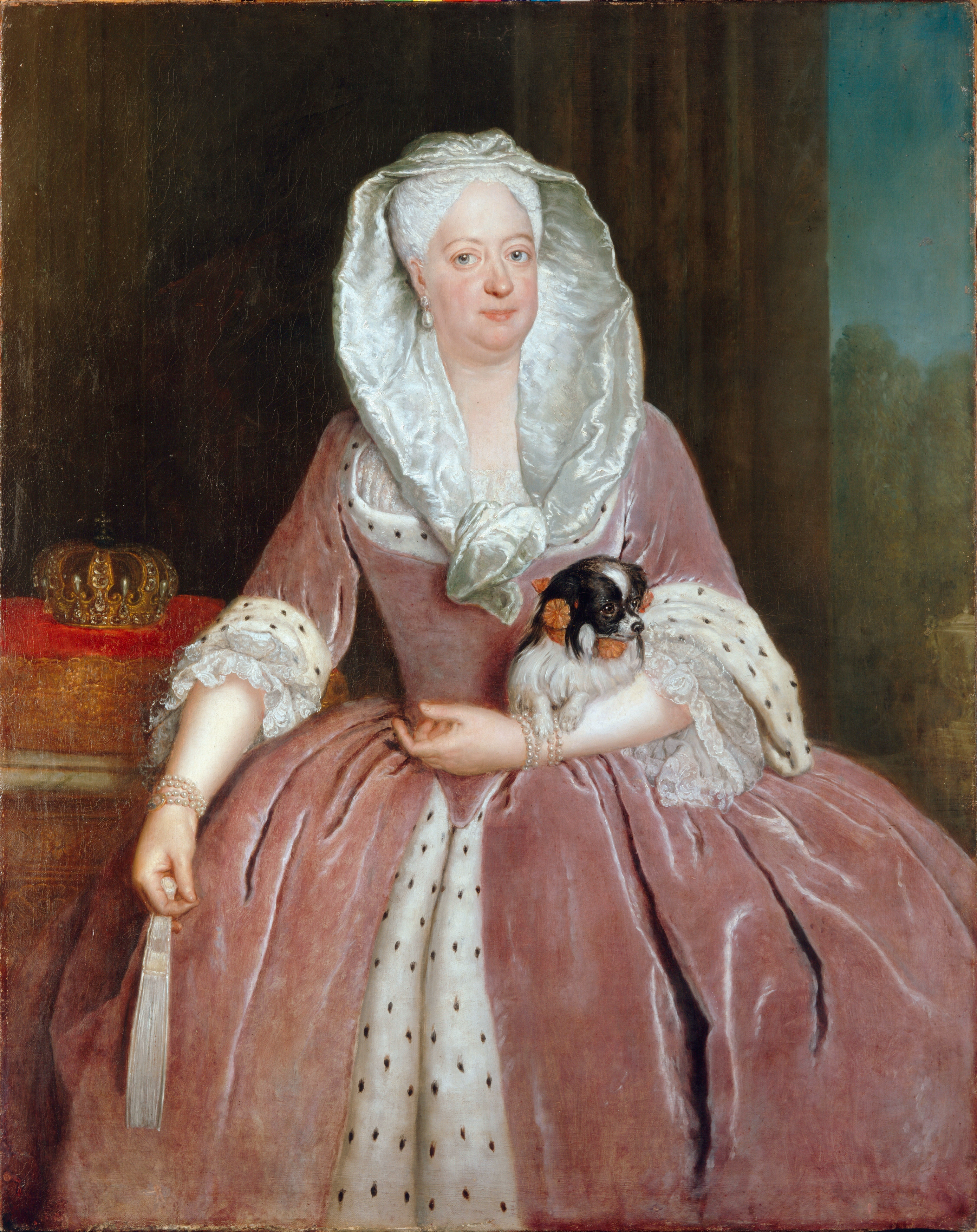
Mantua 1737; strutärmarna och de täckta axlarna gör att denna kan identifieras som en mantua.
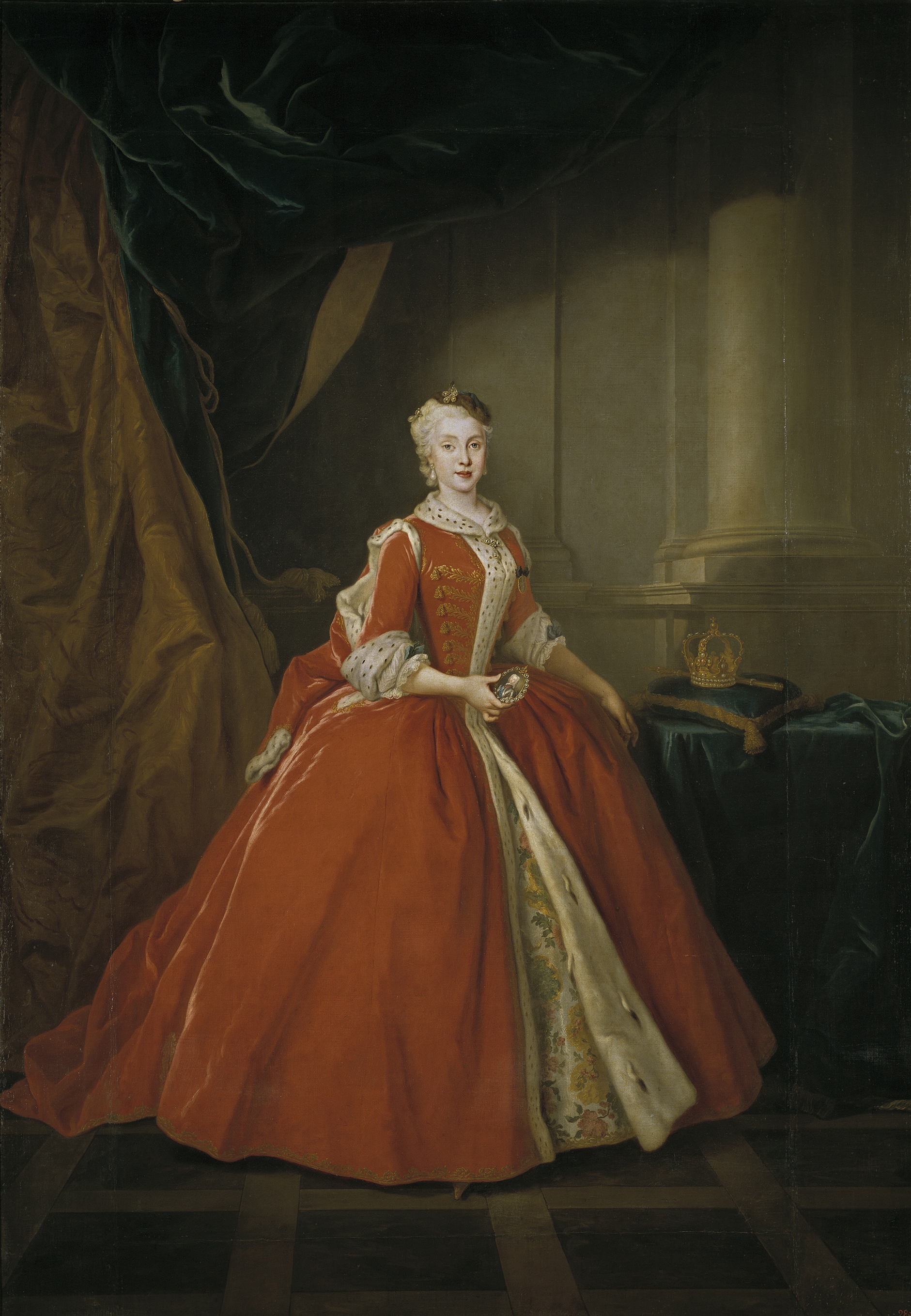
1738; ärmarna gör att denna klänning kan identifieras som en mantuamodell.
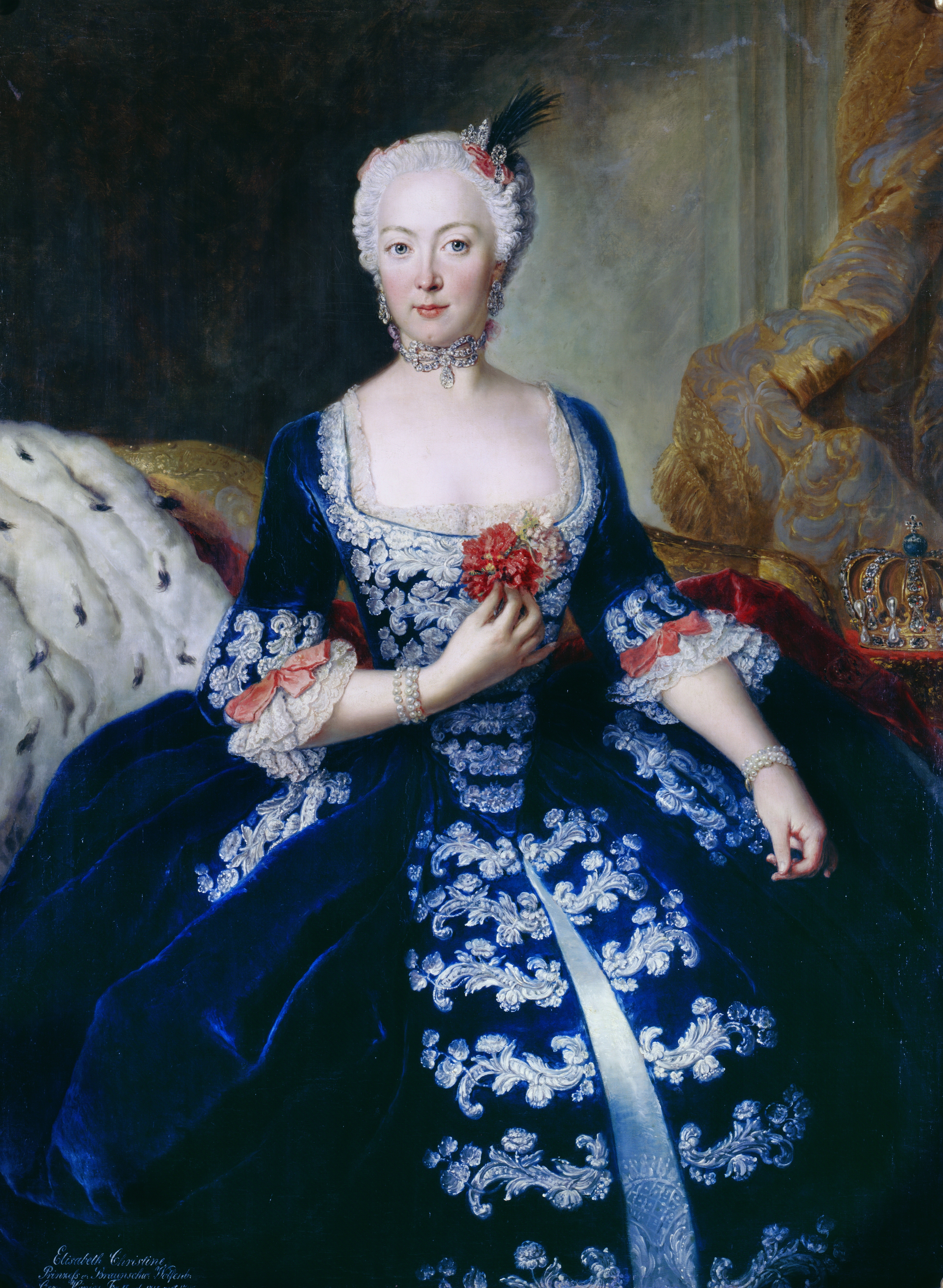
1739
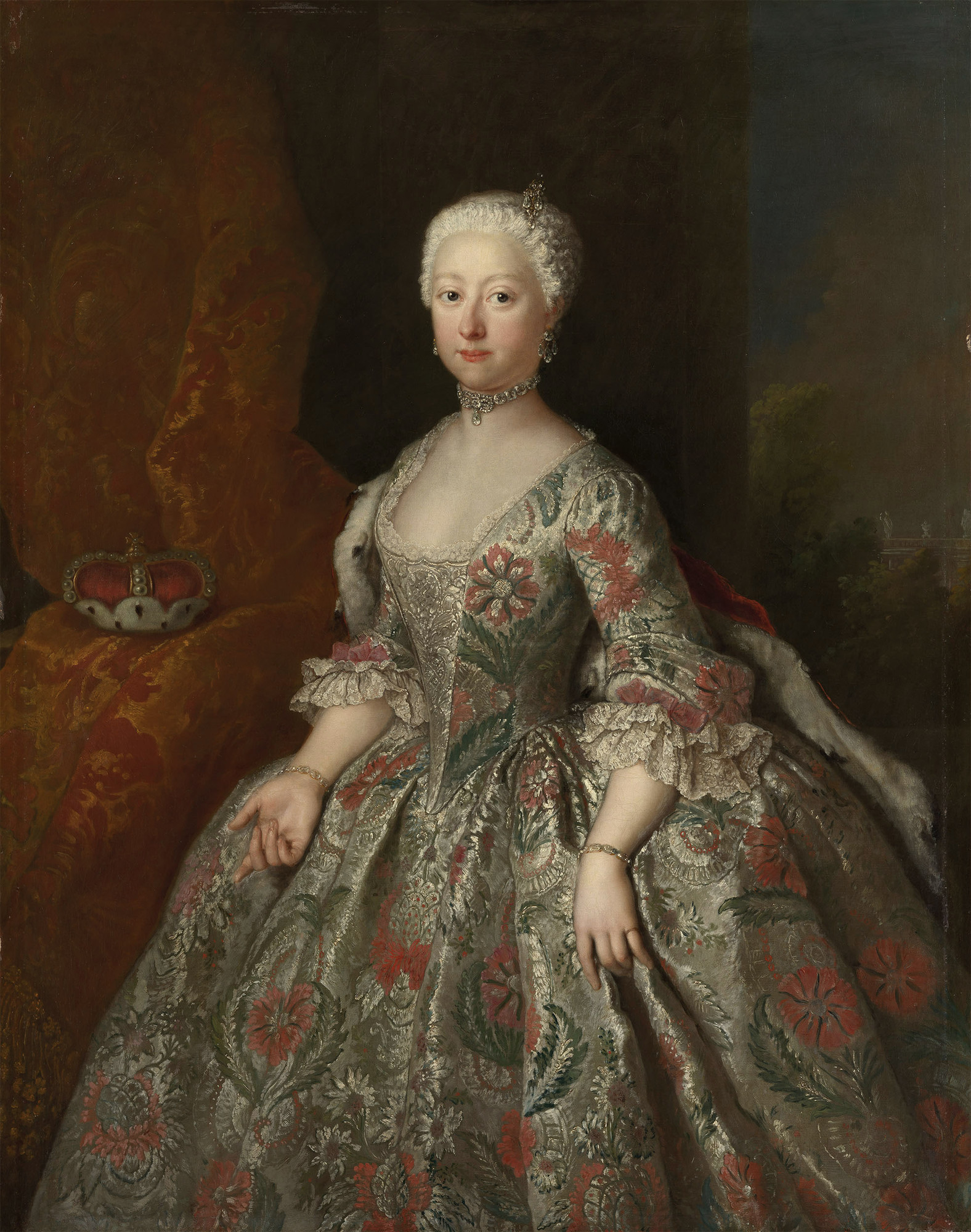
1740; strutärmar, täcka axlar, tättsittande liv. Vid denna tid hade mantuan ofta ett slutet liv och kjol.
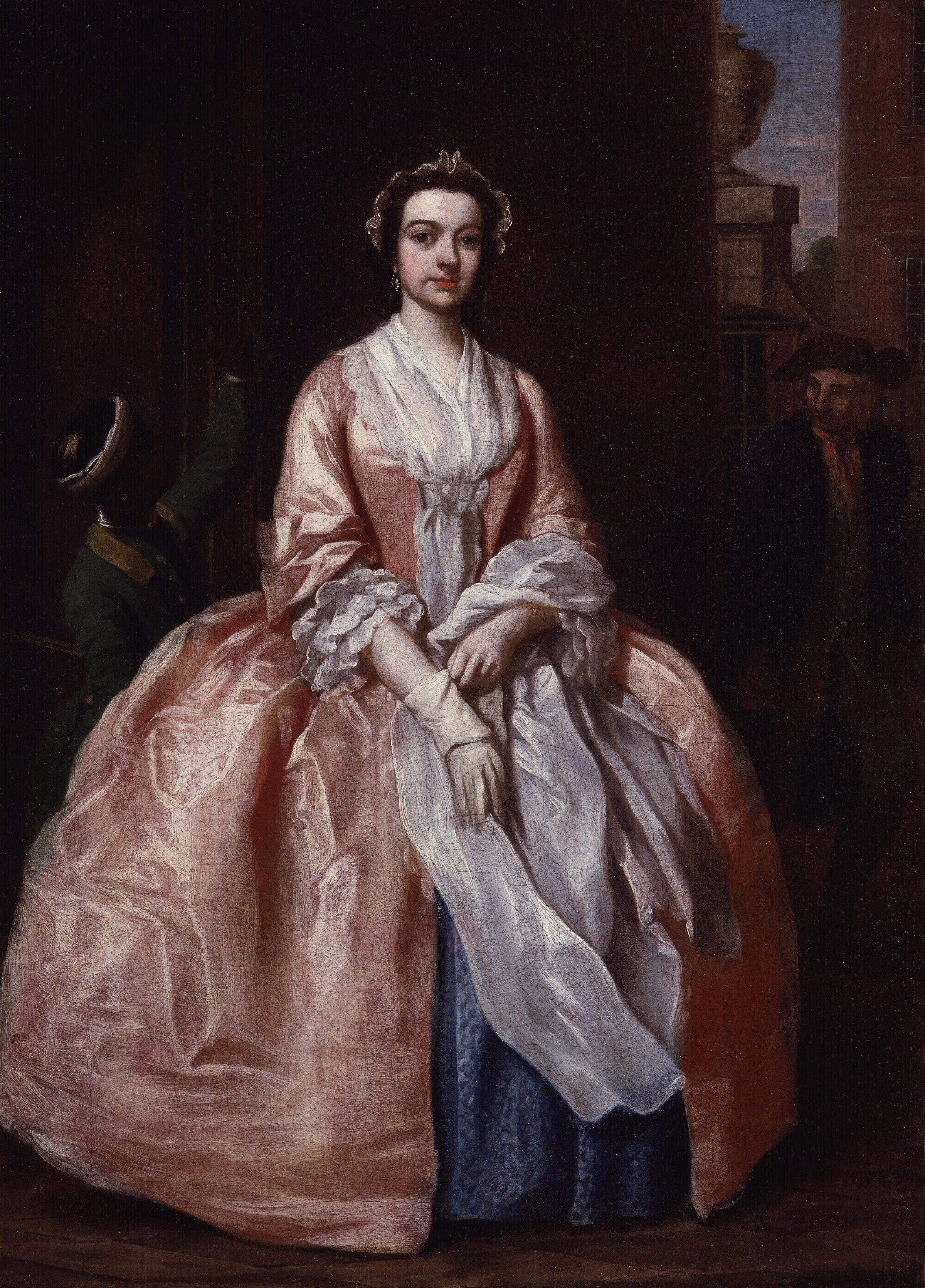
1740. Typisk enkel engelsk mantua. Denna kom att bli känd som robe à l'anglaise.
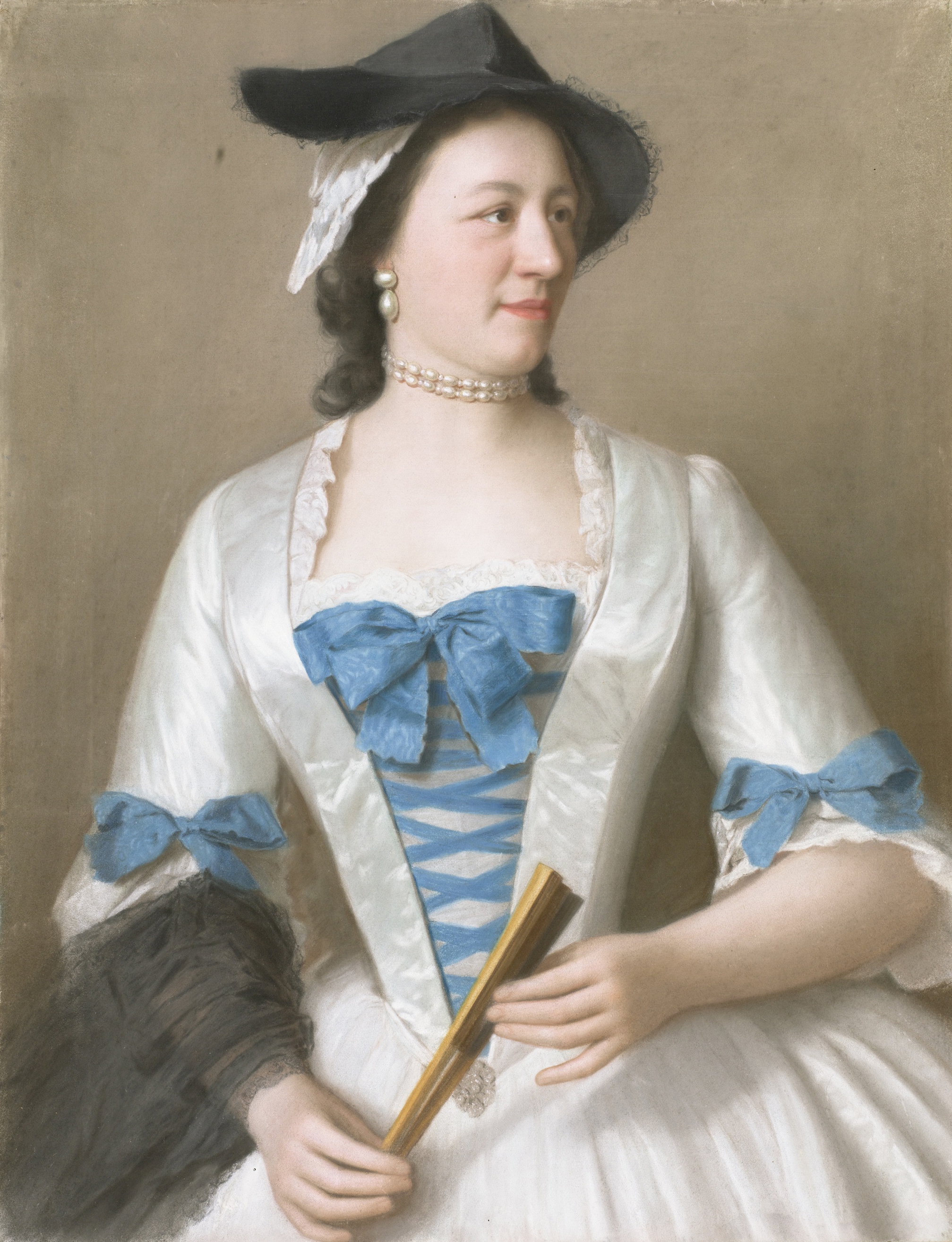
1746. Modellen har en rygg utan släp och var därför en mantua snarare än en robe à la française, trots likheten på framsidan av klänningen.
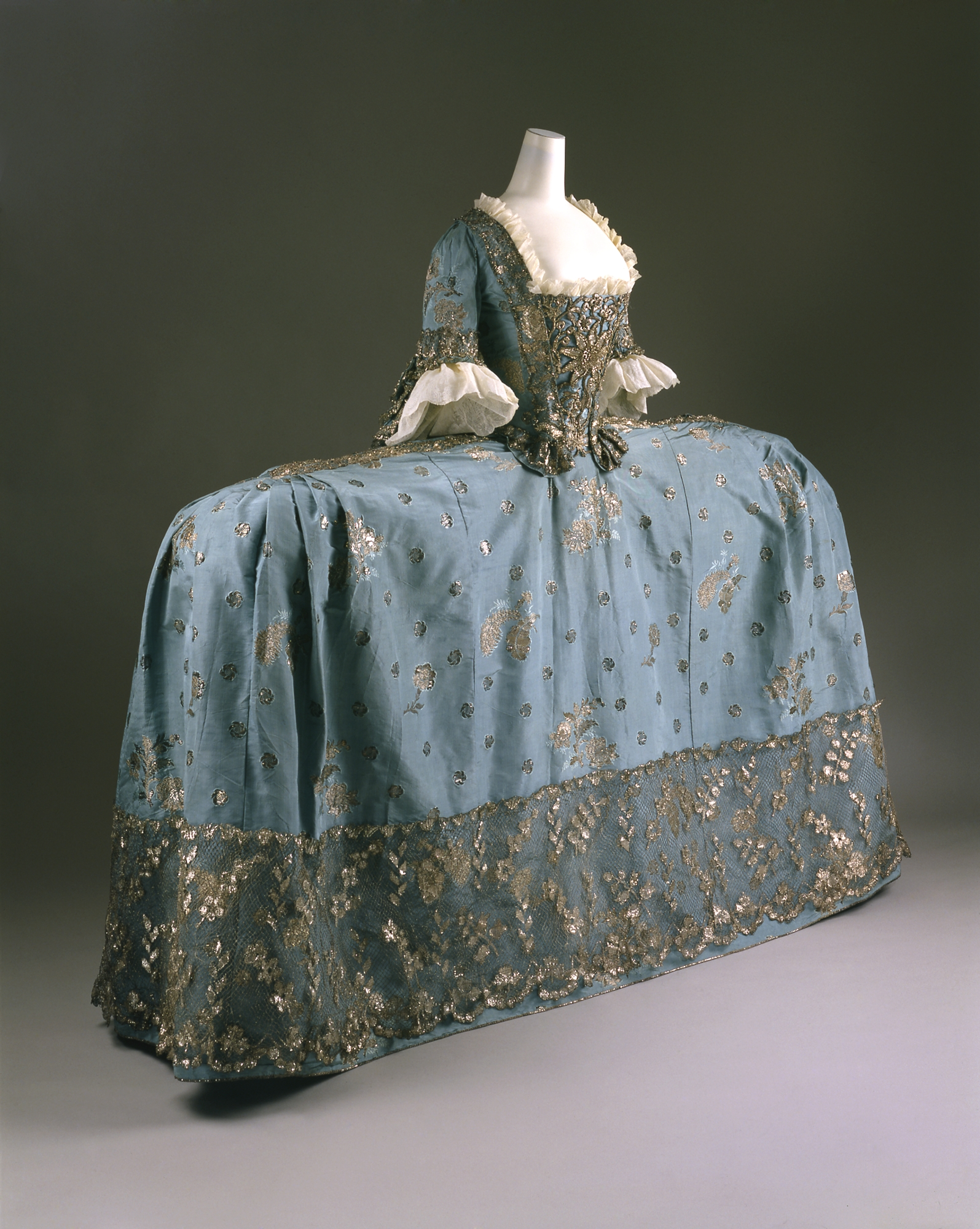
Hovklänning 1750: ärmarna och de täcka axlarna skiljer denna klänning från en robe de cour...
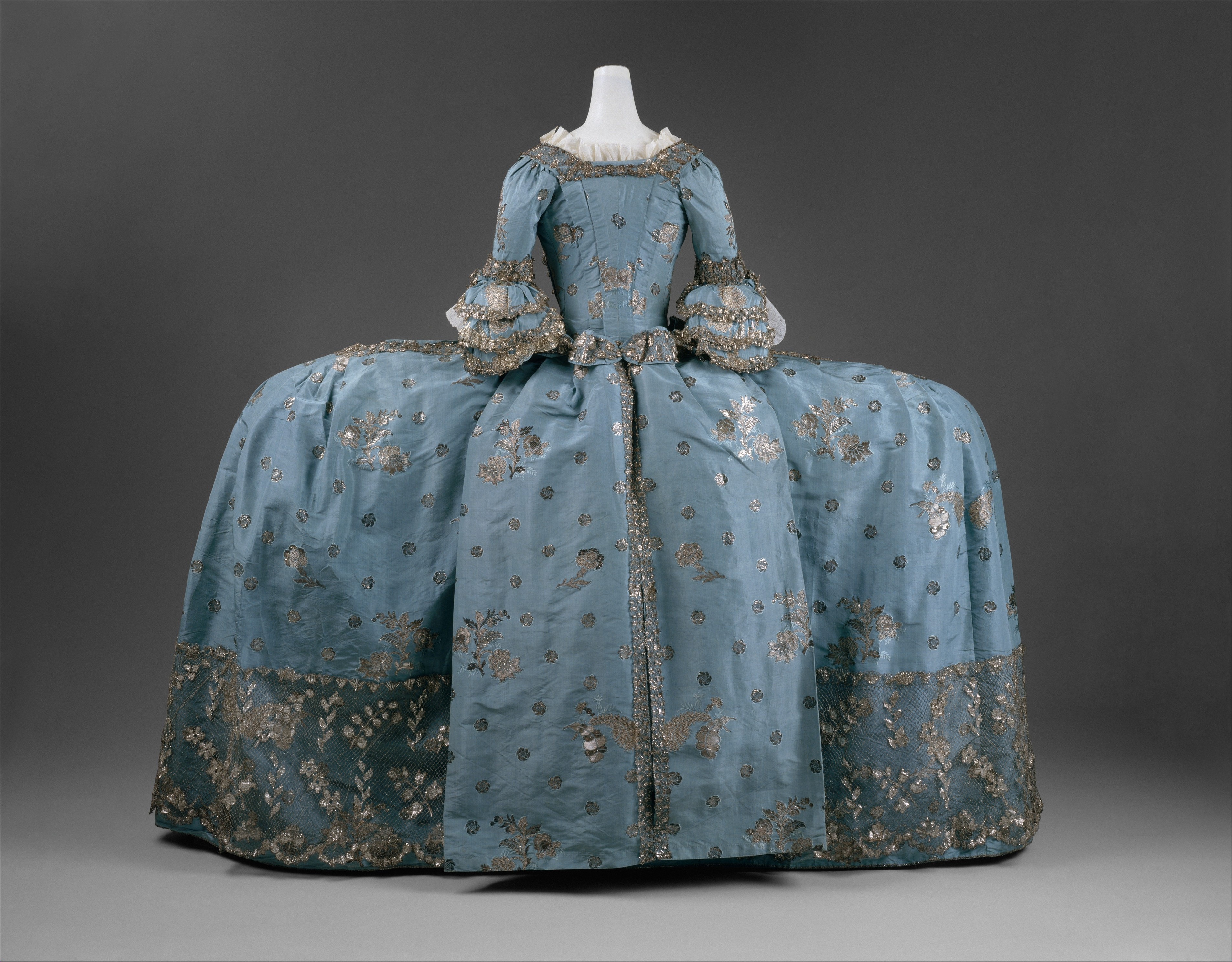
... och dess rygg utan släp från axlarna skiljer den från en robe à la française.
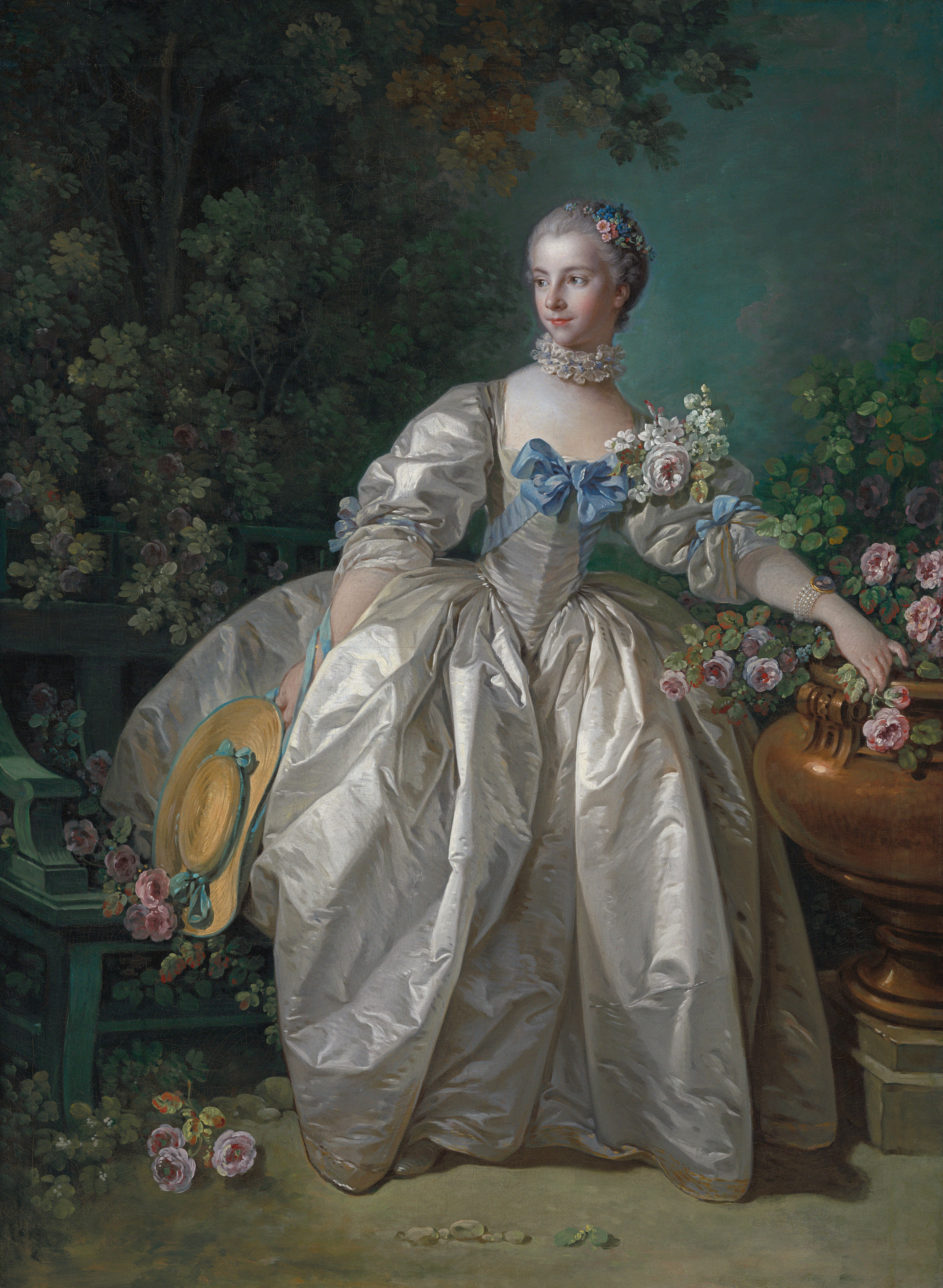
Fransk version av den engelska mantuan, robe à l'anglaise.
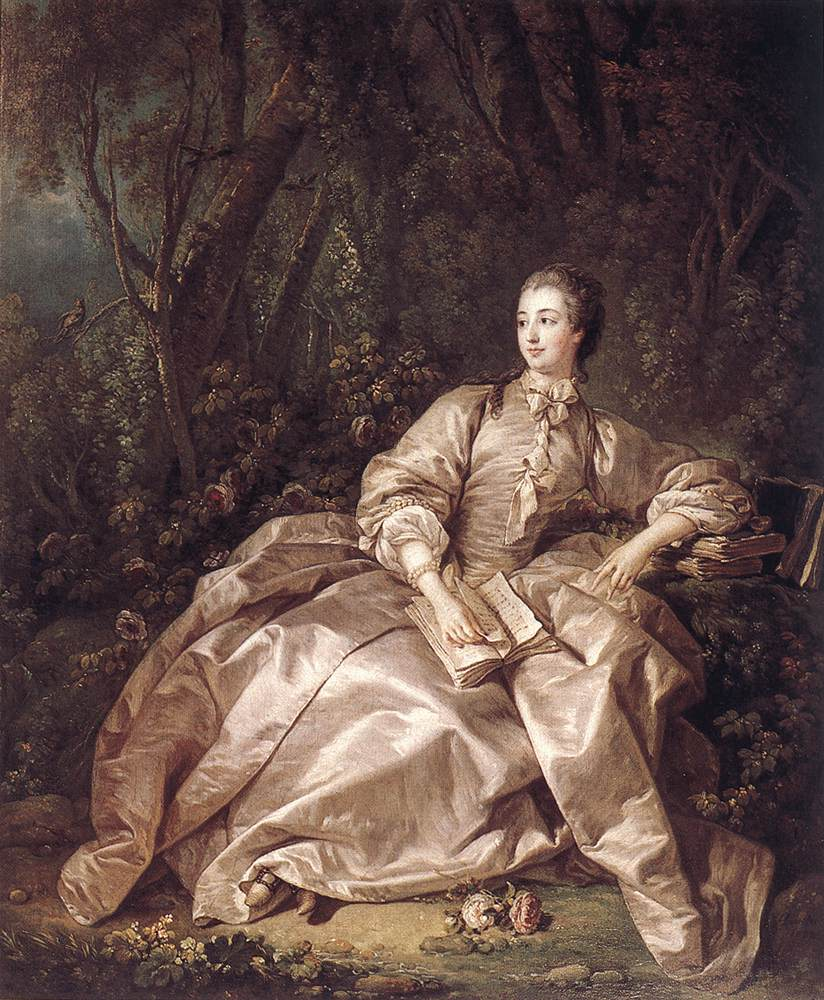
Madame de Pompadour i mantua med helslutet liv och långa ärmar, 1758.